# Estadi de Moustoir
El Estadi de Moustoir o Stade du Moustoir, també conegut com a Stade-Yves Allainmat, és un estadi de futbol de la ciutat de Lorient, a Bretanya (França). És l'estadi de futbol del FC Lorient i té una capacitat per a 16.910 espectadors. Va ser inaugurat el 1959 i rep el nom del barri on es troba. La construcció de la graderia sud va començar el gener de 2009 i havia de ser acabada el maig de 2010, amb una capacitat de 4.500 seients.
El 20 de desembre de 2020, després d'un partit entre el Lorient i el Rennes a l'Stade du Moustoir, una rampa d'il·luminació va caure sobre un jardiner i en provocà la seva mort.